# ヨリー・フジオカ
ヨリー・フジオカ（本名：頼藤宏太〈よりふじ こうた〉、1987年8月12日 - ）は、日本の実演販売士。青山学院大学卒業。

## 人物
テレビ通販、ラジオ番組、SNSなどを通じた販売促進活動に従事し、実演販売にエンターテインメント性を加えた独自のプレゼンスタイル。

## 略歴
- 2020年に株式会社コパ・コーポレーションに入社し、ヨリー藤岡として実演販売士デビュー。
- 2024年に株式会社コパ・コーポレーションを退社するが、現在もヨリー・フジオカとして実演販売士の活動を継続しており、父親が創業した駐車場関連企業[1]にも参画。
- 1日1.5億円販売した実演販売士として、ULTRA SOCIAL株式会社とTikTok Shopを主軸としたパートナーシップを提携。[2]

## 主なメディア出演
- テレビ朝日「ロッピングライフ」イベント出演
- TBSラジオ「パンサー向井の#ふらっと」出演
- 「田村淳の大人の小学校」オンラインクラス2023年卒業[3]
- カンテレ・フジテレビ系列のテレビドラマ「春になったら」出演[4]

- FBS福岡放送「デモカウショッピング」出演
- TBS「王様のブランチ」出演
- TBS特番「バラまき」出演
- ジュピターショップチャンネル出演
- テレビ朝日「春奈ザキさんのタダの通販じゃねーよ」出演
- 東海TV「いちばん本舗」出演
- TBS「キニナル金曜日」出演
- MBS毎日放送「カチモ」出演
- TBS「キニナルマーケット」出演
- 日本テレビ「ポシュレ」出演
- テレビ朝日「じゅん散歩」出演
- TBS「キニナルチョイス」出演
- J-WAVE「STEP　ONE」出演
- TBS特番「ロンブー淳と言いたい女～私たち納得するまで買いません」出演
- PEDRO ショッピング出演

その他、複数のテレビ・ラジオ番組、通販専門チャンネルにも出演している。